# Second lycée de filles à Belgrade
Le Second lycée de filles (en serbe cyrillique : Зграда Друге женске гимназије ; en serbe latin : Zgrada Druge ženske gimnazije) est situé à Belgrade, la capitale de la Serbie, dans la municipalité urbaine de Stari grad. Construit en 1933, il est inscrit sur la liste des biens culturels de la Ville de Belgrade.

## Présentation
Le Second lycée de filles, qui abrite aujourd'hui l'école électrotechnique Nikola Tesla, situé 31 rue Kraljice Natalije, a été construit en 1933 d'après des plans de l'architecte Milica Krstić-Čolak-Antić, sur le terrain occupé autrefois par la Haute école de filles et le Conseil d'État. Il a formé plusieurs générations de femmes serbes éminentes, peintres, sculpteurs, écrivains, acteurs, journalistes, etc.
Il a été conçu dans le style académique, avec quelques éléments appartenant à l'architecture serbo-byzantine.

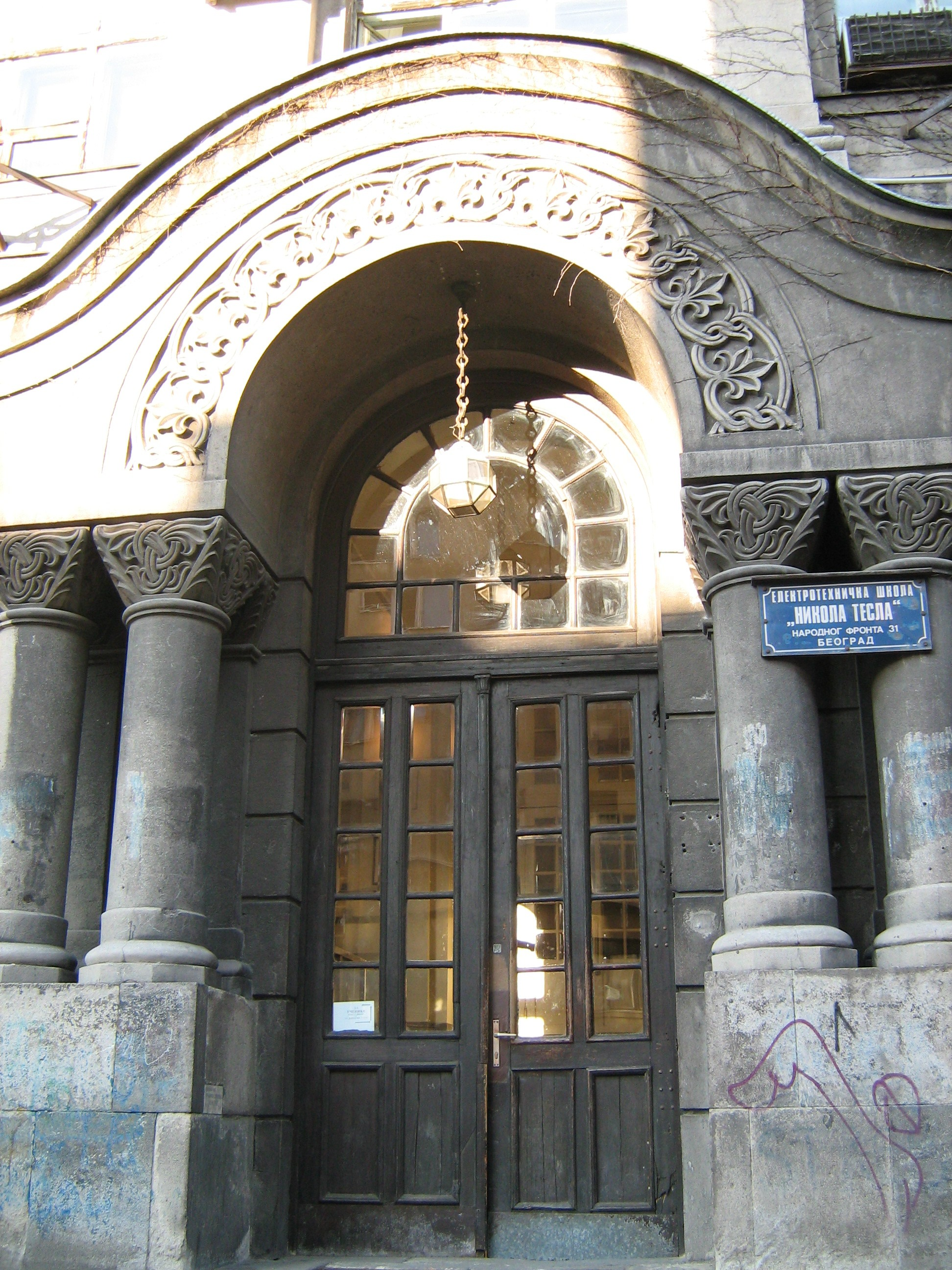
Détail du porche d'entrée